# Vallis Rheita

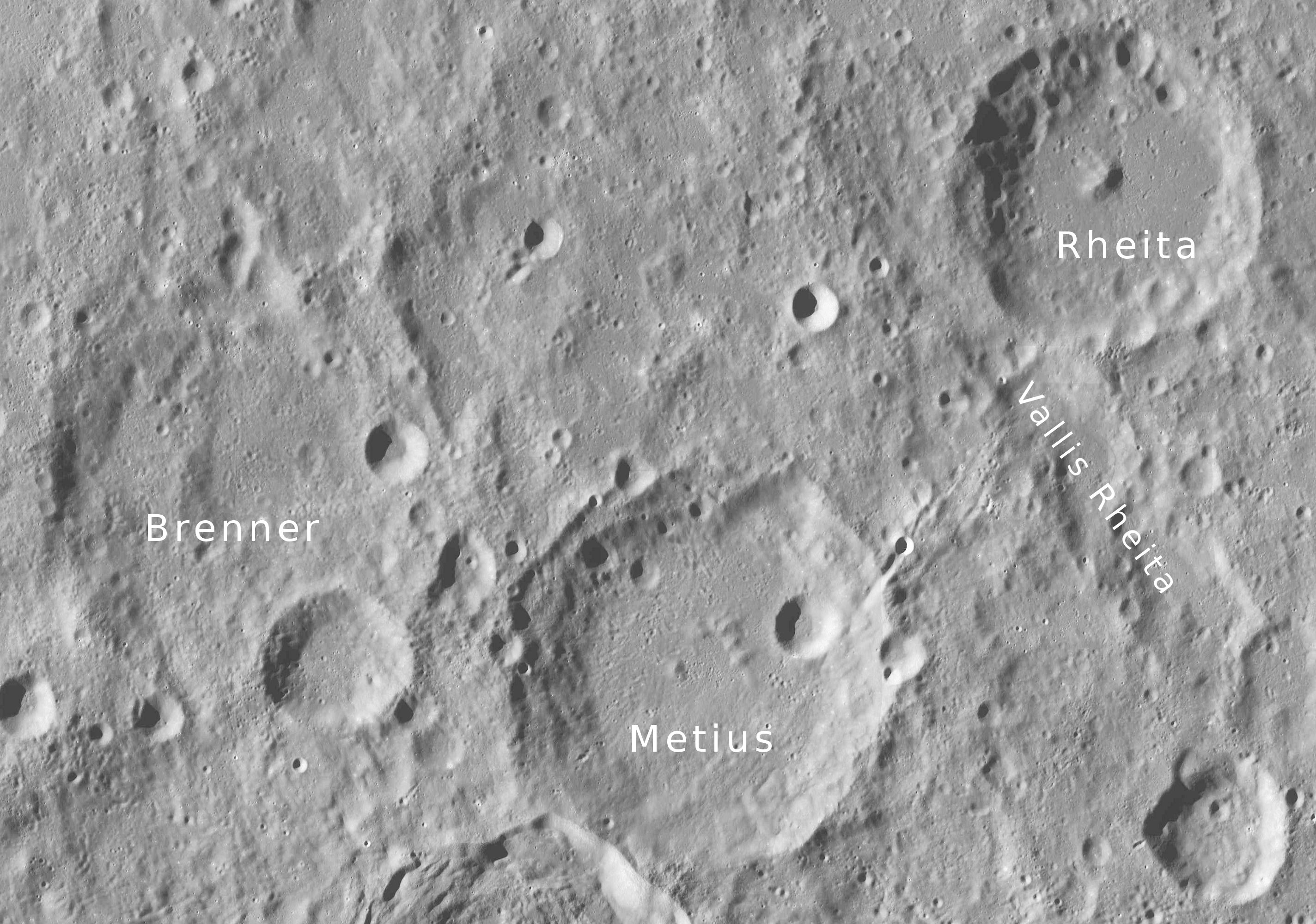

Vallis Rheita je lineární údolí na Měsíci. Nachází se v jihovýchodním kvadrantu a je orientováno radiálně na Mare Nectaris. Zdá se, že toto údolí sdílí společný původ s Vallis Snellius na severovýchodé, protože obě jsou radiálně orientovány na Mare Nectaris.
Střed údolí leží na selenografických souřadnicích 42,5° j. š a 51,5° v. d. a má délku 445 km. V maximu má toto údolí šířku asi 30 km, ale na jihovýchodě se zužuje na 10 km. Je to druhé nejdelší údolí na přivrácené straně Měsíce, které svou délkou překoná pouze Vallis Snellius.

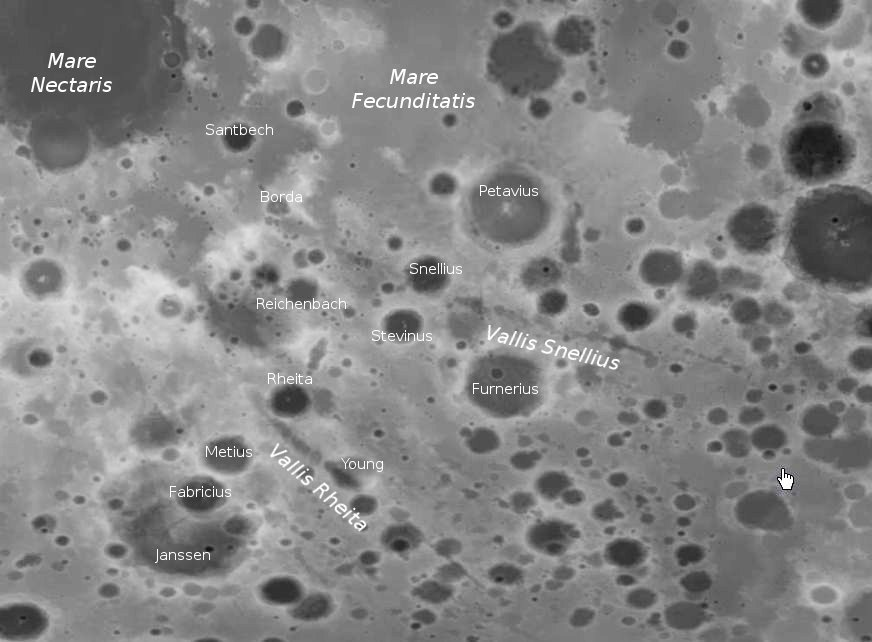

Vallis Rheita bylo rozrušeno řadou impaktů a po celé délce tohoto údolí leží několik kráterů. Blízko severozápadního okraje leží kráter Rheita, po kterém bylo toto údolí pojmenováno. Dále na jihovýchod je kráter Young. Vedle Younga je Young D, také ležící napříč údolím, ale méně zdeformovaný dopadem.
Dále na jihovýchod jsou krátery Mallet a Reimarus, které leží poblíž obtížně rozeznatelného konce údolí.
Údolí nese jméno po Antonínu M. Šírkovi z Reity.